# Ягнятина
Ягнятина — мясо молодых баранов и овец (ягнят в возрасте до одного года; мясо более взрослого барана (овцы) называется баранина). Особенно высоко котируется, благодаря особо нежному и деликатному «молочному» вкусу, мясо ягнят, забитых в возрасте от одного до трех месяцев.
Мясо классифицируется в зависимости от возраста ягненка:
- молочная (ягненок питался исключительно материнским молоком) – максимальный возраст – до трех месяцев;
- молодой ягненок (переведен на другие корма) – 3-5 месяцев;
- молодой нагулянный ягненок, называемый также травоядным – 6–8 месяцев;
- классическая ягнятина – от 8 месяцев до года[1]

С точки зрения нутрициологии, ягнятина — это ценная пища, которая содержит много витаминов, минералов и белка. Например, порция ягнятины из 100 граммов является суточной потребностью взрослого человека в витамине B12, также в той же порции содержится 18 граммов белка. Среднестатистически мясо ягненка также содержит около 80 мг натрия, 1,3 мг железа, 289 мг калия и 3 мг кальция (на те же 100 граммов). Содержание холестерина у ягнёнка сравнимо с его содержанием в говядине — 70 мг на 100 грамм мяса. Содержание жира (в зависимости от возраста и части тела ягнёнка) колеблется между 3,4 и 37 %. В отличие от баранины, ягнятина гораздо быстрее переваривается, что позволят использовать её  рационе питания для детей.
Ягнятина популярна в кухнях Средиземноморья, особенно на Ближнем Востоке и в Северной Африке, а также традиционно в Средней Азии. В пустынях, полупустынях и предгорьях крупный рогатый скот, в отличие от овец и коз, трудно содержать из-за особенностей рельефа и нехватки подобающей для них еды. Кроме того, свинина в иудаизме и исламе является запрещённой и поэтому широко не используется в Израиле и исламском мире.
Мясо ягненка нежное и мягкое. Может готовится по-разному: жариться, тушиться, запекаться, вариться. Из него делаются супы, отбивные, шашлыки, мясное рагу (в том числе, наряду с бараниной, ирландское рагу). Приправами для ягнятины могут служить чёрный перец, чеснок, зира, тимьян, розмарин, эстрагоно, орегано, майоран, паприка, карри или ягоды можжевельника. Мясо маринуют в пахте, уксусе, красном или белом вине. В английской кухне ягненка часто подают с мятным соусом. Популярное блюдо высокой кухни — каре из ягненка (фр. carré d'agneau).

## Части тела
- Шея — в мясе имеется тонкий, белый и сочный слой жира; подходит для приготовления супов.
- Плечо — даёт нежные куски мяса, подходит для тушения.
- Скакательные суставы — мясо крепкое и очень острое, подходит для жарки.
- Рёбра — их мясо подходит для таких блюд, как жаркое и барбекю.
- Спина — в ней самое нежное мясо с меньшим количеством костей; подходит для варки, запекания в духовке, жарки на гриле и тушения.
- Брюхо — подходит для приготовления рагу, супов, гуляша и рулетов.
- Окорок — сухой, нежный и мясистый; подходит для приготовления на гриле стейков, для жарки и готовки гуляша.